# 瓜達盧佩 (烏伊拉省)
瓜達盧佩（西班牙语：Guadalupe）是哥倫比亞的城鎮，位於該國西南部，由乌伊拉省負責管轄，距離首府內瓦151公里，始建於1715年，面積242平方公里，海拔高度941米，2005年人口16,067。
2°01′30″N 75°45′26″W / 2.025°N 75.7572°W